# Luk (zespół muzyczny)
Luk – (ukr. Lюk) to ukraińska grupa muzyczna, która powstała wiosną 1999 roku w Charkowie. Wykonuje muzykę zainspirowaną hip hopem, acid-jazzem i funkiem i muzyką elektroniczną.

## Skład
- Оlha Herasymowa (wokal)
- Ołeh Serdiuk (instrumenty klawiszowe)
- Serhij Belmas (bas)
- Wałentyn Paniuta (gitara)
- Ołeksandr Kratinow (bębny)

## Dyskografia
- «Tourist zone» 2002 r.
- «Lemon» 2004 r.
- «Sex» 2005 r.
- «Мамина Юность» 2009 r.